# オライオン・ピクチャーズ
オライオン・ピクチャーズ（英: Orion Releasing LLC、商号: Orion）は、アメリカ合衆国の映画製作スタジオで、Amazonが所有するAmazon MGMスタジオの子会社である。

## 歴史
1978年にユナイテッド・アーティスツ（UA）の重役だったアーサー・クリム、ロバート・ベンジャミン、エリック・プレスコウの3名が当時の親会社トランスアメリカ・コーポレーションと衝突して退社後、ワーナー・ブラザースとの合弁会社として設立。オライオンは作品の製作のみを行い、作品はワーナーに供給・配給された。
1982年に映画製作・テレビ制作配給会社のフィルムウェイズを買収。同社が所有していたアメリカン・インターナショナル・ピクチャーズ（AIP）作品の権利も取得した。これを機にワーナーとの合弁を解消し、自主配給を開始した。ただし日本ではしばらくワーナーによって引き続き配給され、1985年初夏公開の『ターミネーター』（東宝洋画・日劇系）を除き、主として松竹東急系劇場で公開されていたが、80年代後半から徐々にコロンビア ピクチャーズ→ソニー・ピクチャーズ エンタテインメントが配給するようになって行った。例として、『ロボコップ』シリーズは2作目まではワーナー、3作目がソニー・ピクチャーズによって配給された。
80年代から90年代初頭にかけては『ターミネーター』、『野獣捜査線』、『ロボコップ』、『プラトーン』、『羊たちの沈黙』等のヒット作を生み、さらにはジム・ジャームッシュの『ミステリー・トレイン』のような低予算映画、そしてペドロ・アルモドバルの『神経衰弱ぎりぎりの女たち』や、黒澤明の『乱』、『八月の狂詩曲』といった外国語映画も、オライオン・クラシックスの名義で配給が行われた。
しかし、独立後の1980年代後半から次第に財政難に陥り、1992年に破産。この影響で既に完成した作品の公開が数年延期される事態も発生。1996年に破産状態を脱したが、最終的に翌年メトロ・ゴールドウィン・メイヤー（MGM）によって買収された。権利はワーナーが配給した作品はワーナー・ブラザース・ディスカバリー、独立後はMGMを経て2022年からは同社を買収したAmazonが所有している。
僅か20年足らずの歴史だったが、製作した『羊たちの沈黙』（1991年）がアカデミー作品賞を受賞。配給のみの作品『アマデウス』（1984）、『プラトーン』（1986）、『ダンス・ウィズ・ウルブズ』（1990）まで含めると4度受賞している。
2013年にオライオン・テレビジョンの名称で復活し、テレビ番組制作を再開し、翌2014年10月にアルフォンソ・ゴメス=レホン監督の『The Town That Dreaded Sundown』で配給事業も再開した。

## 主な映画

### 1979年 - 1984年
- リトル・ロマンス A Little Romance（1979年）
- タイム・アフター・タイム Time After Time（1979年）
- テン 10（1979年）
- ボールズ・ボールズ Caddyshack（1980年）
- 天才悪魔フー・マンチュー The Fiendish Plot of Dr. Fu Manchu（1980年）
- スフィンクス Sphinx（1981年）
- エクスカリバー Excalibur（1981年）
- ミスター・アーサー Arthur（1981年）
- ウルフェン Wolfen（1981年）
- プリンス・オブ・シティ Prince of the City（1981年）
- シャーキーズ・マシーン Sharky's Machine（1981年）
- サマー・ナイト A Midsummer Night's Sex Comedy（1982年）
- ランボー First Blood（1982年）
- テキサスSWAT Lone Wolf McQuade（1983年）
- カメレオンマン Zelig（1983年）
- ネバーセイ・ネバーアゲイン Never Say Never Again（1983年）[注 1]
- アンダー・ファイア Under Fire（1983年）
- ゴーリキー・パーク Gorky Park（1983年）
- ブロードウェイのダニー・ローズ Broadway Danny Rose（1984年）
- ホテル・ニューハンプシャー The Hotel New Hampshire（1984年）
- アップ・ザ・クリーク 激流スーパーアドベンチャー Up the Creek（1984年）
- ウーマン・イン・レッド The Woman in Red（1984年）
- アマデウス Amadeus（1984年）
- クライム・オブ・パッション Crimes of Passion（1984年） ※海外配給
- ターミネーター The Terminator（1984年）
- コットンクラブ The Cotton Club（1984年）

### 1985年 - 1989年
- カイロの紫のバラ The Purple Rose of Cairo（1985年）
- マドンナのスーザンを探して Desperately Seeking Susan（1985年）
- 野獣捜査線 Code of Silence（1985年）
- バタリアン The Return of the Living Dead（1985年）
- グレート・ウォリアーズ/欲望の剣 Flesh + Blood（1985年）
- レモ/第1の挑戦 Remo Williams: The Adventure Begins（1985年）
- F/X 引き裂かれたトリック F/X Murder by Illusion（1986年）
- ハンナとその姉妹 Hannah and Her Sisters（1986年）
- サムシング・ワイルド Something Wild（1986年）
- 勝利への旅立ち Hoosiers（1986年）
- プラトーン Platoon（1986年）
- ラジオ・デイズ Radio Days（1987年）
- マローン/黒い標的 Malone（1987年）
- サンタリア 魔界怨霊 The Believers（1987年）
- ロボコップ RoboCop（1987年）
- 追いつめられて No Way Out（1987年）
- ノーマンズ・ランド No Man's Land（1987年）
- 鬼ママを殺せ Throw Momma from the Train（1987年）
- セプテンバー September（1987年）
- チェリー2000 Cherry 2000（1988年）
- 存在の耐えられない軽さ The Unbearable Lightness of Being（1988年）
- ジョニー・ビー・グッド Johnny Be Good（1988年）
- カラーズ 天使の消えた街 Colors（1988年）
- さよならゲーム Bull Durham（1988年）
- モンキー・シャイン Monkey Shines（1988年）
- マック Mac and Me（1988年）
- 愛されちゃって、マフィア Married to the Mob（1988年）
- エイトメン・アウト Eight Men Out（1988年）
- 私の中のもうひとりの私 Another Woman（1988年）
- 迷探偵シャーロック・ホームズ/最後の冒険 Without a Clue（1988年）
- ミシシッピー・バーニング Mississippi Burning（1988年）
- ペテン師とサギ師/だまされてリビエラ Dirty Rotten Scoundrels（1988年）
- ビルとテッドの大冒険 Bill & Ted's Excellent Adventure（1989年）
- 戦場 Farewell to the King（1989年）
- キャノンボール3 新しき挑戦者たち Speed Zone（1989年）
- ザ・パッケージ/暴かれた陰謀 The Package（1989年）
- ウディ・アレンの重罪と軽罪 Crimes and Misdemeanors（1989年）
- プランサー トナカイの贈り物 Prancer（1989年）
- 恋の掟 Valmont（1989年）
- シー・デビル She-Devil（1989年）

### 1990年代
- マッド・ハウス/珍入者撃退作戦 Madhouse（1990年）
- ブルーヒート The Last of the Finest（1990年）
- ペンタグラム/悪魔の烙印 The First Power（1990年）
- ロボコップ2 RoboCop 2（1990年）
- ネイビー・シールズ Navy SEALs（1990年）
- ステート・オブ・グレース State of Grace（1990年）
- ホット・スポット The Hot Spot（1990年）
- ダンス・ウィズ・ウルブズ Dances with Wolves（1990年）
- 恋する人魚たち Mermaids（1990年）
- アリス Alice（1990年）
- EVE/イヴ Eve of Destruction（1991年）
- 羊たちの沈黙 The Silence of the Lambs（1991年）
- F/X2 イリュージョンの逆転 F/X2 The Deadly Art of Illusion（1991年）
- ビルとテッドの地獄旅行 Bill & Ted's Bogus Journey（1991年）
- ミステリー・デイト Mystery Date（1991年）
- ウディ・アレンの影と霧 Shadows and Fog（1991年）
- ラブ・フィールド Love Field（1992年）
- ロボコップ3 RoboCop 3（1993年）
- ダーク・ハーフ The Dark Half（1993年）
- ボクシング・ヘレナ Boxing Helena（1993年）
- ブラッド・ピットのヒミツのお願い The Favor（1994年）
- ブルースカイ Blue Sky（1994年）
- 野獣教師 The Substitute（1996年）
- アライバル/侵略者 The Arrival（1996年）
- 木洩れ日の中で Ulee's Gold（1997年）

### 2010年代
- しゃかりきにフットボール Balls Out（2015年）
- 7 WISH/セブン・ウィッシュ Wish Upon（2017年）
- エブリデイ Every Day（2018年）
- アナと世界の終わり Anna and the Apocalypse（2018年）
- プロディッジー The Prodigy（2019年）
- チャイルド・プレイ Child's Play（2019年）

### 2020年代
- グレーテル&ヘンゼル Gretel & Hansel（2020年）
- バレー・ガール（原題） Valley Girl（2020年）
- ビルとテッドの時空旅行 音楽で世界を救え! Bill & Ted Face the Music（2020年）
- オン・ザ・カウント・オブ・スリー（原題） On the Count of Three（2022年）
- エニシング・イズ・ポッシブル Anything's Possible（2022年）※Amazonオリジナル作品[注 2]
- ティル Till（2022年）
- ウーマン・トーキング 私たちの選択 Women Talking（2022年）
- ボトムス〜最底で最強?な私たち〜 Bottoms（2023年）[注 3]
- アメリカン・フィクション American Fiction（2023年）
- ニッケル・ボーイズ Nickel Boys（2024年） ※Amazonオリジナル作品[注 4]

## 主なテレビシリーズ
- 女刑事キャグニー&レイシー Cagney & Lacey（1982年-1988年）